# Paotsai

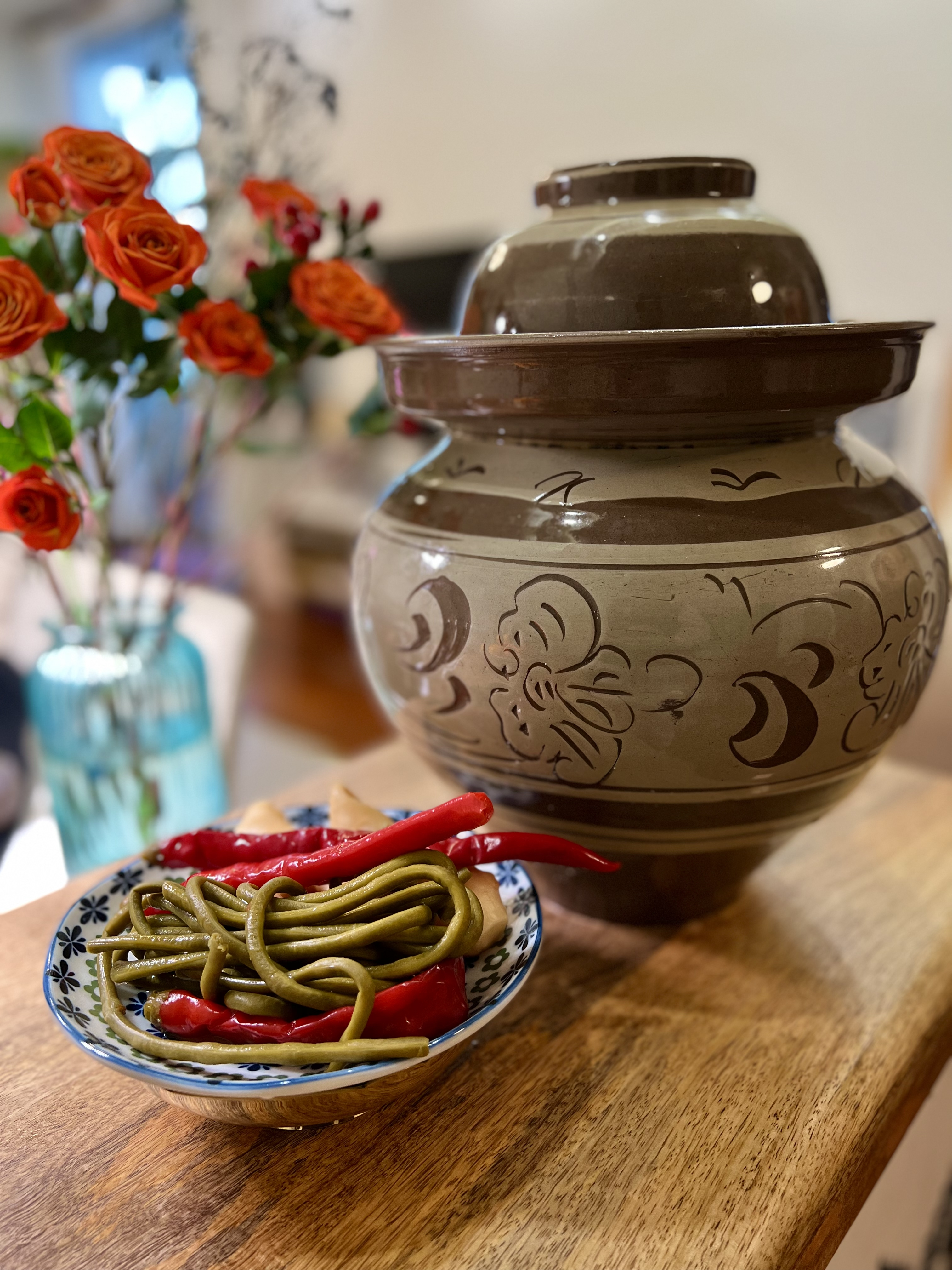
Fermentatiepot en een schaaltje met Paotsai

Paotsai (Chinees: 泡菜, pinyin: pàocài, letterlijk "ingeweekte groente") of pao cai is in de Chinese keuken een verzamelnaam voor verschillende ingelegde groentes. De bekendste soort komt uit de provincie Szechuan.
Veel verschillende soorten groenten kunnen bij paotsai ingelegd worden, zoals chinese kool, andere koolsoorten, radijs, kaisoi, kousenband, spaanse pepers, daikon, wortels en gember.

## Bereiding
De groente wordt, eventueel na het snijden, bij kamertemperatuur ingelegd in pekel met een zoutgehalte van 6-8%. Voor de bereiding in het eigen huishouden wordt, vooral in Szechuan, een aardewerken of soms glazen pot gebruikt. Die pot heeft een opstaande rand die met water gevuld kan worden en waarin de deksel gezet wordt. Dit resulteert in een waterslot, zodat gas kan ontwijken en er geen contact meer bestaat met de zuurstof in de omgeving.
Bij de bereiding in particuliere huishoudens wordt steeds dezelfde pekelvloeistof met micro-organismen gebruikt bij dezelfde groentesoort, zodat de samenstelling van de fermenten zich aan de groente aanpast. De pekeloplossing kan soms tientallen jaren oud zijn.

## Varianten
De typische paotsai uit Szechuan wordt na een korte periode van 1 tot 2 dagen gegeten, zodat de groente nog knapperig en niet te week is en er nog geen werkelijke fermentatie opgetreden is.
Een variant met een lange fermentatieduur wordt sjwentsai (Chinees 酸菜, pinyin suāncài, letterlijk "zure groente") of ook wel Chinese zuurkool genoemd. Het is vooral in Noord-China bekend en wordt daar van Chinese kool gemaakt. In het zuiden is sareptamosterd hiervoor gebruikelijk.